# Stephen Wilcox
Stephen Wilcox, Jr. (Westerly, 12 de fevereiro de 1830 — 27 de novembro de 1893) foi um inventor estadunidense.
Foi co-inventor, juntamente com George Herman Babcock, da caldeira a vapor de tubos de água. Fundou com o mesmo a empresa Babcock & Wilcox.